# Citrullus ecirrhosus
Citrullus ecirrhosus (цама) — це вид багаторічної пустельної ліани з родини гарбузових. Його можна зустріти як в Намібії, так і в Капських провінціях Південної Африки, зокрема в пустелі Наміб. Це сестринський вид гіркої дині, Citrullus amarus, з якою цей вид має спільно твердий, білий та гіркий м'якуш.

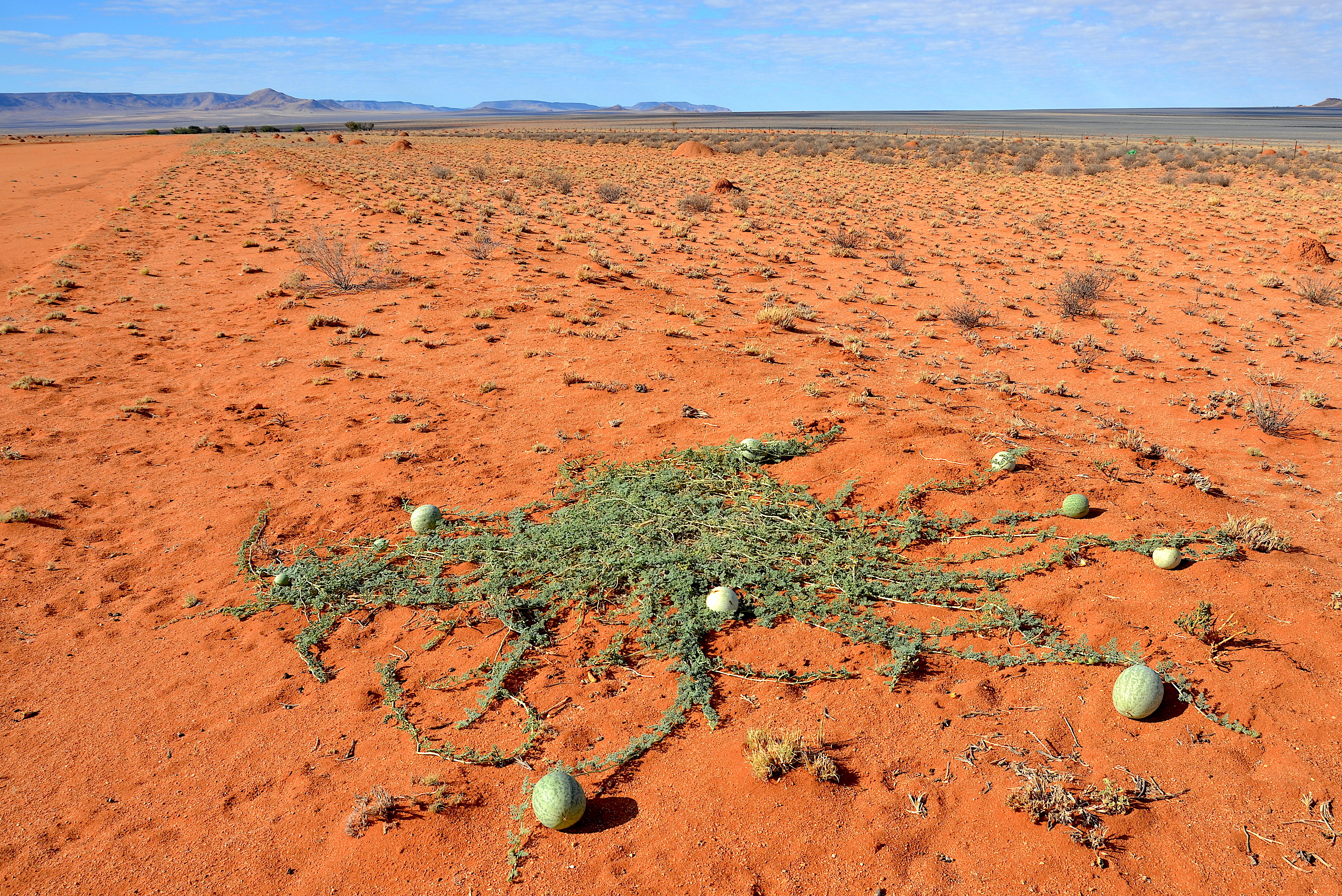
У пустелі Наміб

Ліана може виповзати на два метри, і має жовті квіти. Як рослина пустелі, це витривалий вид, який виживає при невеликій кількості води та сильному сонячному світлі. Листки утворюють однорічні стебла, які щороку відмирають. Рослина покладається на воду глибоко в землі та ранкові тумани. Це важливе джерело води для численної фауни пустелі. Гіркі на смак фрукти, які він виробляє, відомі як дині цама.
Експерименти, проведені Сіммонсом, Джарретом, Кантрелом і Амноном у 2019 році, започаткували гібридизацію Citrullus ecirrhosus і Citrullus lanatus, створивши культивований кавун, здатний протистояти таким шкідникам, як білокрилки (Bemisia tabaci). Гібрид розвинув стійкість до білокрилки, зберігаючи риси кавуна (Citrullus lanatus). Хоча гібрид не запропонував повної стійкості, він був краще захищений, ніж звичайні кавуни.